# 若井尚子
若井 尚子（わかい なおこ、1984年4月2日 - ）は、広島県広島市出身の女優。演技講師。

## 経歴
- 2003年、大学上京と共にオスカープロモーションに入所。主にモデルとして活動開始。
- さんまのスーパーからくりテレビ等多くのTV番組・雑誌・CM等にモデルとして出演。
- 女優としてTVドラマ、映画、舞台等で活動。
- 2010年、演劇アイドルユニット「シモキタファイブ」に加入。お母さん役がはまり役だった。
- 大学院時代は結婚式場の司会も務めていた。
- 2013年、大根仁監督映画「恋の渦」に出演。連日立ち見の大人気作となり、日本各地へ舞台挨拶に回る。また、同映画で日本映画プロフェッショナル大賞 新人奬励賞、第5回TAMA CINEMA FORUM 特別賞を受賞。
- 2020年、オスカープロモーションを退所、現在はフリーで活動中（俳優としてのエージェント契約：YUUNO）。
- スタニスラフスキーシステムをベースに、若手俳優の演技指導に携わっている。

## 人物
- 1984年、広島県広島市出身。
- 安田女子中学校・高等学校卒業。
- 明治大学文学部卒業（日本文学専攻）。
- 立教大学大学院で修士号を修得（文学研究科日本文学専攻）。同大学院博士後期課程満期退学。
- 特技は茶道（表千家）、着物を自分で着ること。学芸員免許、教員免許等の資格を保有。
- 趣味はピアノ、読書、映画鑑賞、水泳、温泉、ジブリ映画。
- 幼少期から小学校5年生まで週2回ピアノのレッスンを受け、絶対音感の持ち主。
- 小学校5年生の時に母を乳がんで亡くす。
- 小学生の頃からテレビ・ビデオを繰り返し見るようになり、映画やテレビ業界に興味を抱く。
- T.M.Revolutionの大ファンで、中学時代に結婚報道を見て肺炎になり寝込んだことがある。いつか会えるのを夢にしている。
- 高校時代は華道部と軽音楽部に所属。華道部では部長を務め、軽音楽部ではバンドでボーカルを務めるも1曲も完成せず卒業。
- 大学や大学院では日本文学と映画を研究した。
- 結婚して一児をもうける。

## 出演

### 映画
- 2013年 「恋の渦」
- 2014年 「闇金ウシジマくんPart2」
- 2015年 「ハッピーランディング」
- 2016年 「夜明けの行灯」
- 2018年 「犬猿」
- 2022年「家族という病」
- 2023年「雑魚どもよ、大志を抱け！」
- 2023年「路辺花草」

### 舞台
- 2009年「心華　エピソード１」
- 2010年「彼氏の季節がやってきた！」
- 2010年「キャンディ・パーティ　過去篇」
- 2010年「キャンディ・パーティ　未来篇」
- 2011年「Ｇ・Ａ　感動篇」
- 2011年「Ｇ・Ａ　ファンタジー篇」
- 2012年「南極（人）」
- 2012年「地獄の楽園」
- 2013年「グレイテスト・ヒッツ・テラヤマ」
- 2014年「ミステリーナイト2014～白い靴の訪問者」

### テレビ
- 2010年EX「相棒　SEASON9」（ホテルマン役）
- 2010年CX「天使の代理人」（アシスタントディレクター役）

- 2010年TBS「赤かぶ検事　京都篇」5話（山岡早紀役）

- 2015年TBS「流星ワゴン」1、5、7話（看護師役）
- 2015年CX「イタズラなKiss2」16話（母親役）
- 2015年NHK「ドクターG」「イライラする・とにかく眠い」（主役・母親役）
- 2016年NTV「THE LAST COP」episode5（主婦役）
- 2022年CX「おいハンサム!!」2、3、4、８話（竜也の妻役）
- 2022年MBS「闇金ウシジマくん外伝　闇金サイハラさん」最終話（リサ役）

### モデル
- さんまのスーパーからくりテレビ
- オルビス雑誌タイアップ
- 資生堂広告
- 全理連ポスター、冊子
- 日本行政書士会ポスター
- 第31回オール朝日フォトフェスティバル
- 2007年minimini一人暮らし対談企画
- ANA全日空20周年記念イベントファッションショー
- 資生堂リーフレット
- KOSE化粧品パンフレット
- 三越カタログ
- ハイウェイウォーカー
- 健康365
- 夢21
- わかさ

他

## 受賞歴
- 2013年　日本映画プロフェッショナル大賞 新人奬励賞(「恋の渦」)
- 2013年　第5回TAMA CINEMA FORUM 特別賞(「恋の渦」)